# Budget fédéral de Belgique
Cet article possède un paronyme, voir Budget fédéral.
En Belgique, le budget fédéral est une estimation annuelle des dépenses et des recettes du gouvernement fédéral. Une année budgétaire correspond à une année civile, c'est-à-dire du 1er janvier jusqu'au 31 décembre. 
Le budget est plus qu'une estimation et une autorisation: il traduit en chiffres la politique gouvernementale en matière économique. Le gouvernement (le pouvoir exécutif) établit le budget et demande pour l'année concernée à la Chambre des représentants (le pouvoir législatif) l'autorisation de percevoir des impôts, d'effectuer des dépenses et de contracter des emprunts pour les dépenses excédant les recettes globales prévues. Après l'exécution du budget, il soumet également les comptes à son approbation. Le vote parlementaire confirme la possibilité pour le gouvernement de s'appuyer sur une majorité parlementaire élue démocratiquement. 

## Contenu du budget

### Les recettes
Elles sont réparties entre recettes courantes et recettes de capital. Les recettes courantes sont essentiellement constituées de recettes fiscales et, dans une moindre mesure, de recettes non fiscales. L'ensemble des moyens ou des recettes du pouvoir fédéral est repris au Budget des voies et moyens. Un inventaire de toutes les dépenses fiscales est joint au projet de budget des voies et moyens. Les dépenses fiscales comprennent tous les abattements, réductions et exceptions au régime général d'imposition dont bénéficient des contribuables ou des activités d'ordre économique, social ou culturel pendant l'année budgétaire.

### Les dépenses
Chaque département (ministère) demande des crédits afin de mettre en œuvre la politique gouvernementale (salaires, crédits de fonctionnement, achats, subsides…). Les dépenses sont regroupées dans le Budget général des dépenses. 

### L'exposé général
Ce document contient une synthèse et une analyse des budgets, les informations utiles concernant la situation économique et financière du pays et une estimation pluriannuelle.

## Cycle budgétaire
La méthode de confection, d'exécution et de contrôle du budget est fixée par une série de dispositions constitutionnelles, légales et réglementaires que le gouvernement, en tant que pouvoir exécutif, est obligé de respecter. 
Le cycle budgétaire s'étend sur une période de trois ans, comprenant trois phases principales:
- la phase préparatoire ou l’élaboration du budget. La procédure à suivre est longue; c'est pourquoi cette phase commence l'année qui précède l'année budgétaire concernée;

- la phase de l'exécution budgétaire dans le courant de l'année budgétaire concernée;

- la phase de clôture, c'est-à-dire l'établissement des comptes finaux fixé par la loi des comptes (réalisation). Elle se fait l'année qui suit l'année budgétaire concernée.

### La préparation
Dans la phase de l’élaboration du budget, les acteurs sont le gouvernement et la chambre des représentants en l'occurrence. Le premier doit préparer le projet de budget, le deuxième doit le traiter et le voter.
La plupart des travaux relatifs à la préparation technique du budget sont effectués sous la responsabilité et à l'initiative du Ministre du budget, assisté par le SPF Budget et contrôle de la gestion et par le Corps interfédéral de l'Inspection des finances.
L'aperçu chronologique de cette phase se présente comme suit:
- Avril: le Ministre du budget rédige une circulaire expliquant la façon dont il faut confectionner le budget (calculs, justifications).

- Mai: sur la base des directives de la circulaire, chaque ministre établit, en collaboration avec son administration, la préfiguration du budget de son département. Les propositions sont soumises à l'avis de l'inspecteur des finances accrédité en tant que conseiller budgétaire et financier auprès du département concerné; l'inspecteur établit un rapport au Ministre du budget.

- Juin: réunions bilatérales (discussion entre les départements et le Ministre du budget).

- Juillet: réunions postbilatérales entre cabinets consacrées aux points qui ne sont pas tranchés lors des réunions bilatérales.

- Août-septembre: Finalisation et dernières corrections des documents. Les départements doivent transmettre au SPF Budget et Contrôle de la Gestion des dépenses le programme justificatif afin de permettre à cette administration de finaliser et de préparer, en vue de les imprimer, le budget général des dépenses et le budget des voies et moyens.

- Octobre: les chiffres définitifs sont approuvés par le Conseil des ministres, en conclave; ensuite, les documents prêts à être imprimés le sont avant d’être déposés à la Chambre des représentants. Les propositions sont discutées profondément en commission, ensuite en réunion plénière, où la Chambre interroge les ministres. Il y a lieu de souligner ici le rôle de la Cour des comptes en tant que spécialiste budgétaire de la Chambre.

- Décembre: au plus tard le 31 décembre de l'année qui précède l'année budgétaire concernée, le budget doit être voté.

### Exécution du budget
La seconde phase du cycle budgétaire consiste en la mise en œuvre du budget par le gouvernement. L'exécution consiste, d'une part, en la perception des impôts fixés au budget des voies et moyens et, d'autre part, en la réalisation des dépenses autorisées par la Chambre des représentants par l'approbation du budget général des dépenses.
Dans le courant de l'année budgétaire, il est tenu compte d'éventuelles modifications. C'est pourquoi, au mois de février, le budget est entièrement analysé et, éventuellement, ajusté (contrôle budgétaire). Après ce contrôle, le budget ajusté est voté par la Chambre des représentants. Si nécessaire, d'autres ajustements spécifiques sont effectués au cours de l'année (souvent en automne), qu'il faut également soumettre au vote de la Chambre des représentants.

#### Recettes
Les fonctionnaires autorisés à percevoir les fonds publics sont appelés les comptables des recettes. Chaque recette est effectuée pour le compte du Ministère des Finances, qui en centralise le montant dans la comptabilité de l'Administration de la Trésorerie. Les montants repris au budget des voies et moyens ne constituent pas des plafonds, contrairement aux crédits destinés aux dépenses, qui constituent une limite aux dépenses, à l'exception des crédits variables.
Les possibilités de l'État lui permettant de collecter des fonds en vue de payer ses dépenses sont limitées. En fait, elles sont essentiellement constituées par les impôts et les taxes, les recettes non fiscales ne constituant qu'une faible part. C'est pourquoi les impôts et les taxes, en tant que source principale de recettes publiques, constituent un instrument important que l'État utilise en premier lieu pour financer ses nombreuses missions. Vu la fonction budgétaire de la perception des impôts et des taxes, il ne faut pas s'étonner que l'État résout ses problèmes de dépenses croissantes et ses problèmes budgétaires qui en résultent, en alourdissant la fiscalité.
Les recettes fédérales se montent au total à 75,5 milliards d'euros en 2008.

#### Dépenses
Par le vote du budget, la Chambre des représentants met chaque année à la disposition du pouvoir exécutif des crédits autorisant certaines dépenses.
Le cycle des dépenses connaît quatre phases: l'engagement, la liquidation, l'ordonnancement et le paiement. Le contrôle des dépenses est effectué par le contrôleur des engagements et par la Cour des comptes. Ils vérifient si la dette de l'État existe légalement et réellement, si les crédits sont utilisés aux fins pour lesquelles ils sont prévus et si les règles ont été respectées. En cas de mauvaise utilisation, le visa est refusé et le paiement ne peut être effectué. À l’instar des recettes, les dépenses sont centralisées par l'Administration de la Trésorerie du Ministère des Finances.
Les dépenses fédérales se montent au total à 80,3 milliards d'euros en 2008, dont 33,6 milliards d'euros rien que pour l'amortissement de la dette publique.

#### Clôture
À l'issue de l'année budgétaire, le gouvernement doit soumettre à la Chambre des représentants un document transmettant les résultats de l'exécution budgétaire (recettes et dépenses). Si nécessaire, les erreurs sont corrigées et les déficits sont apurés. De la sorte, la Chambre sait si le gouvernement a réalisé ses objectifs et si les estimations se sont révélées correctes.